# Montsenelle
Montsenelle is een gemeente in het Franse departement Manche (regio Normandië). De plaats maakt deel uit van het arrondissement Coutances. Montsenelle is op 1 januari 2016 ontstaan door de fusie van de gemeenten Coigny, Lithaire, Prétot-Sainte-Suzanne en Saint-Jores. Montsenelle telde op 1 januari 2022 1.438 inwoners.
De naam verwijst enerzijds naar de Mont Castre het hoogste punt van de gemeente en anderzijds naar de rivier Senelle.

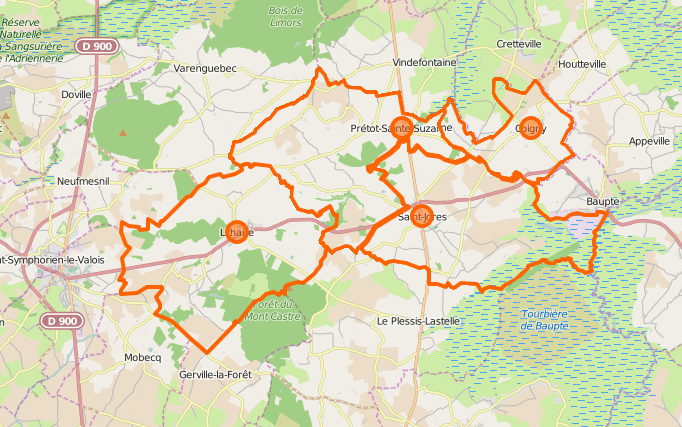
Kaart van de fusie met omgeving

## Geografie
De oppervlakte van Montsenelle bedraagt 43,08 vierkante kilometer; Op 1 januari 2022 was de bevolkingsdichtheid 33,4 inwoners per km².

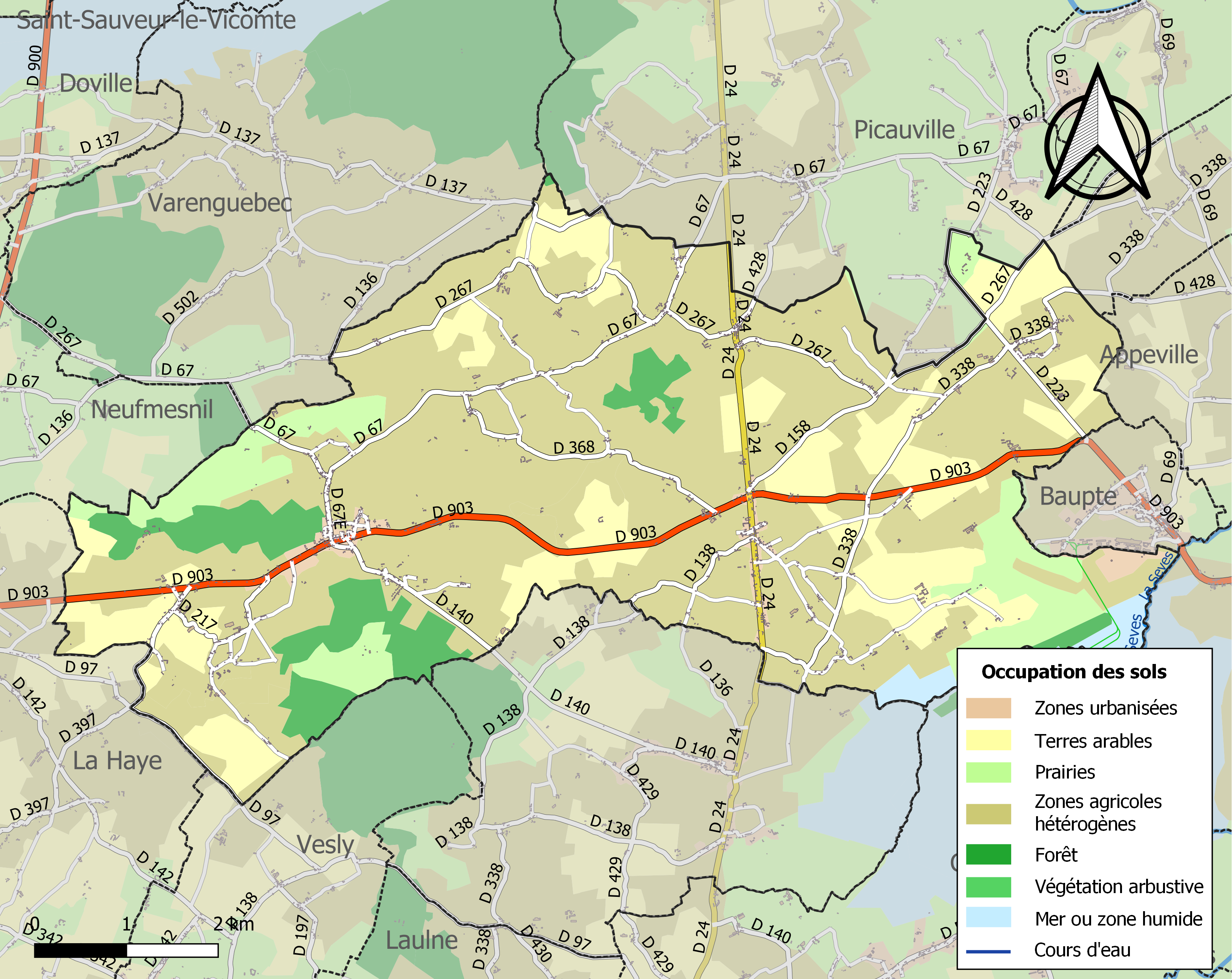
Kaart van de gemeente met de belangrijkste infrastructuur, bodemgebruik en omliggende gemeenten

Bretteville-sur-Ay · Canville-la-Rocque · Créances · Doville · La Feuillie · La Haye · Laulne · Lessay · Millières · Montsenelle · Neufmesnil · Pirou · Le Plessis-Lastelle · Saint-Germain-sur-Ay · Saint-Nicolas-de-Pierrepont · Saint-Patrice-de-Claids · Saint-Sauveur-de-Pierrepont · Varenguebec · Vesly